# Мантикоры (жуки)
Мантикоры (лат. Manticora, до 1837 года род имел название Mantichora) — эндемичный африканский род жуков из семейства жужелиц и подсемейства скакунов.

## Описание
Крупные жуки, самые крупные представители подсемейства скакунов, длиной до 7 см (вместе с челюстями).
Окраска чёрно-коричневая. Челюсти сильно развитые, крупные, с зубцами. Надкрылья слегка выпуклые, покрытые различной скульптурой — морщинистые зернистые, у других видов — гладкие или с ямками.

## Биология
Жуки активны ночью. Активные хищники.

## Ареал
Центральная и Южная Африка.

## Виды
- Manticora amygdaloides
- Manticora congoensis Peringuey, 1888 Ангола, ДР Конго.
- Manticora gruti Bouchard, 1892 Длина тела 47—57 мм. Намибия.
- Manticora holubi Mareš, 2002 Длина тела 42 мм. Ботсвана.
- Manticora horni Kolbe 1897 Длина тела 30 мм. Намибия.
- Manticora imperator Mareš, 1976 Ангола, Ботсвана, Замбия
- Manticora jouberti Длина тела 42 мм. Kys Cape.
- Manticora latipennis Waterhouse, 1837 — Широкая мантикора
- Manticora livingstoni Laporte de Castelnau, 1863 Ботсвана, Замбия, Намибия.
- Manticora mygaloides Thomson, 1859 Ангола, Ботсвана, Мозамбик, Намибия, ЮАР, Зимбабве, Замбия.
- Manticora scabra Klug, 1849 Длина тела — 55—59 мм. Мозамбик, Зимбабве.
- Manticora sicheli Thomson, 1859 Длина тела 40 мм. ЮАР.
- Manticora skrabali Mareš, 2000 Намибия, ЮАР.
- Manticora tuberculata Geer, 1778 ЮАР.

## Местообитание
Распространены в сухих районах, часто на песчаных почвах.

## В литературе
Бугорчатая мантикора (фр. la manticore tuberculeuse) упоминается в романе Жюля Верна «Пятнадцатилетний капитан».